# Empresa de Abastecimiento de Zonas Aisladas

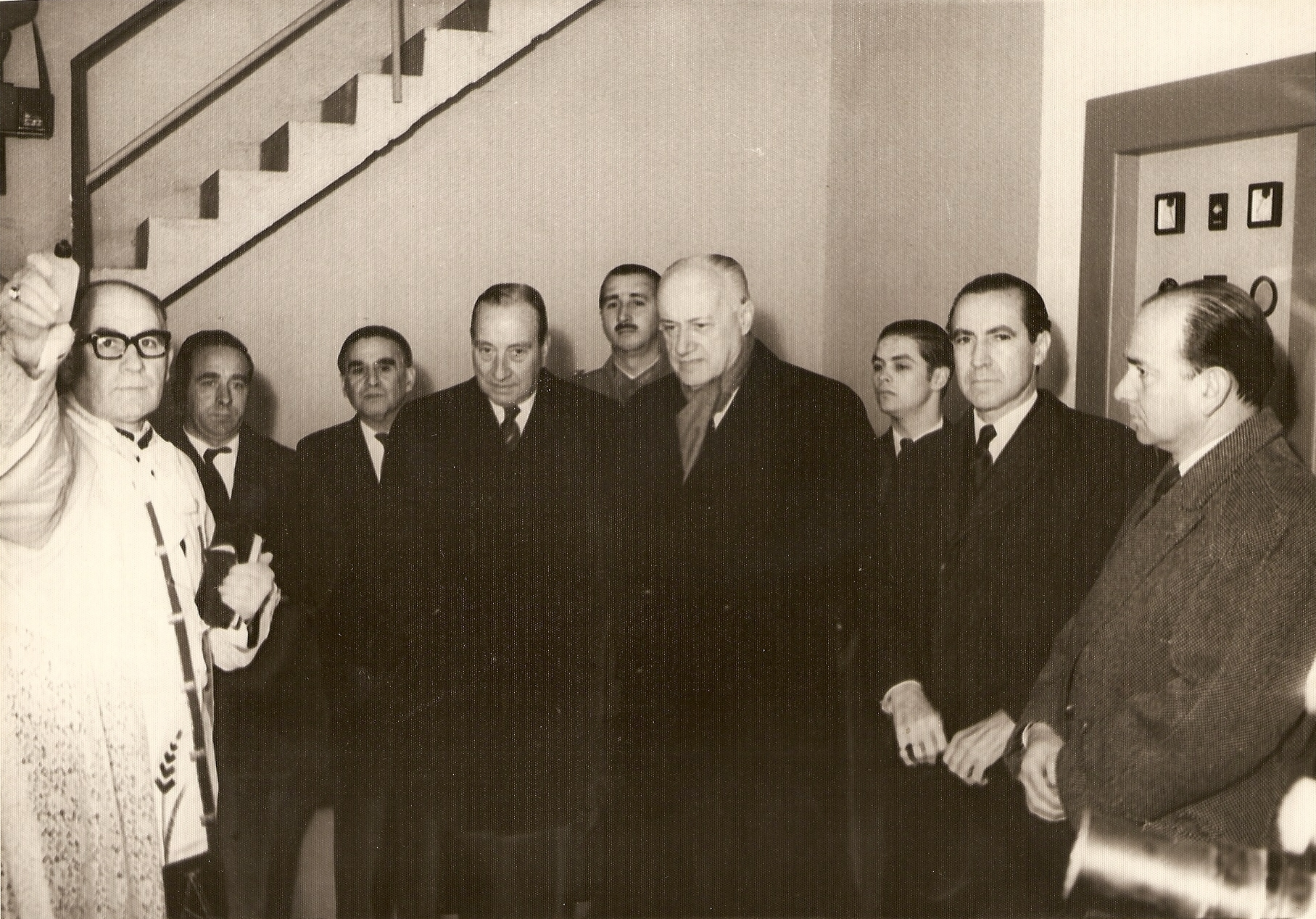
Inauguración de un frigorífico de la ECA en 1963, con la presencia del cardenal Raúl Silva Henríquez; Carlos Izquierdo, vicepresidente de la ECA; Jorge Alessandri, Presidente de la República; y Manuel Pereira, ministro de Economía.

La Empresa de Abastecimiento de Zonas Aisladas (EMAZA) era una empresa estatal chilena, encargada del abastecimiento de productos en comunas aisladas del país. Dependía del Ministerio de Economía, Fomento y Turismo de Chile.

## Historia
Fue creada en 1989, por la Ley N.º 18.899, como continuadora de la Empresa de Comercio Agrícola (ECA), que había sido fundada en 1960. Dicho cuerpo legal estableció como su objetivo «atender el abastecimiento de productos esenciales a la población en comunas aisladas que no cuenten con proveedores particulares de dichos bienes».
Desde el año 2000 la empresa comenzó a reducir su campo de acción debido a la llegada de comercio particular en las comunas donde operaba, quedando sólo un almacén en la Isla de Pascua, que abastecía principalmente de harina y gas a los isleños. A principios de la década de 2010 su importancia era escasa, y reportaba pérdidas para el Estado chileno, razones que llevaron a su disolución en octubre de 2013.